# Martiniano

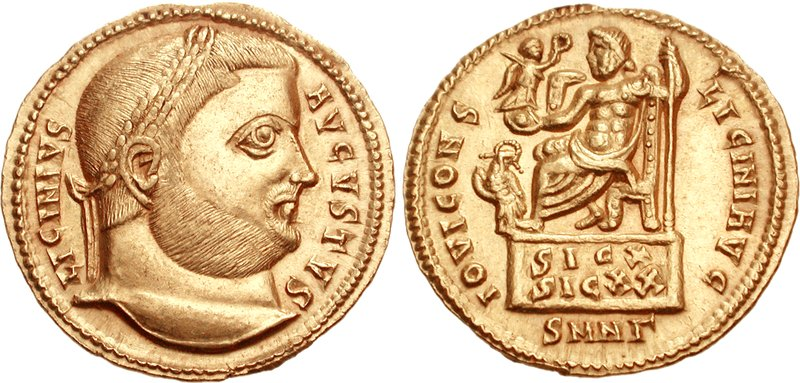
Soldo com efígie de r.

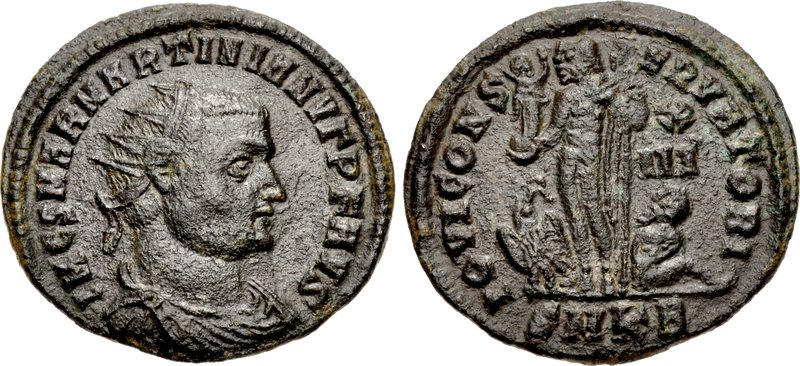
Fólis de Martiniano emitido em Cízico

Martiniano (em latim: Sextus Marcius Martinianus; m. 325) foi um oficial e então coimperador de Licínio (r. 308–324) de julho a 18 de setembro de 324. Inicialmente mestre dos ofícios na corte de Licínio, foi nomeado Augusto (ou César segundo fontes literárias) após o desastre da Batalha de Adrianópolis de 324. Após sua nomeação, foi enviado com um efetivo militar para Lâmpsaco para evitar que Constantino (r. 306–337) conseguisse atravessar a cidade e chegar à Ásia Menor. Após a Batalha do Helesponto, Licínio chamou-o para que ajudasse a reforçar as fileiras de seu exército. Com a vitória decisiva de Constantino na Batalha de Crisópolis, Martiniano e Licínio foram presos. Ele seria executado na Capadócia em 325.

## Biografia
Nada se sabe sobre as origens e parentesco de Martiniano. Aparece em 324, quando ocupava o ofício de mestre dos ofícios na corte do imperador Licínio (r. 308–324). Nessa época, Constantino (r. 306–337) e Licínio estavam em guerra. Após sua derrota na Batalha de Adrianópolis, em 3 de julho, Licínio decidiu remover nominalmente Constantino, nomeando Martiniano como Augusto do Ocidente, tal como havia feito ao nomear Valério Valente (r. 316–317) na sua primeira guerra com Constantino; à época, Licínio carecia de ajuda de um comandante leal, algo que Constantino possuía na pessoa de seu filho mais velho Crispo. As fontes afirmam que Martiniano foi nomeado César (imperador júnior), mas a historiografia concorda que foi Augusto (imperador sênior) com base na evidência das moedas de Martiniano.
Licínio enviou-o como um exército, que incluía auxiliares visigodos, para Lâmpsaco (na costa asiática do Helesponto) para evitar que Constantino usasse sua marinha para cruzar da Trácia à Mísia e à Bitínia, na Ásia Menor. Uma batalha naval no Helesponto causou a destruição da marinha de Licínio por Crispo. Após essa derrota, Licínio retirou-se com suas tropas de Bizâncio, que estava sob cerco de Constantino, à Calcedônia, na costa asiática do Bósforo. Constantino cruzou o Bósforo à Ásia Menor, usando flotilha de transporte leve que construiu independentemente de sua frota principal, de modo a evitar as forças de Martiniano.
Licínio convocou Martiniano para reforçar seu exército principal. Não é certo se alcançou Licínio antes da Batalha de Crisópolis de 18 de setembro, quando foi derrotado pela última vez. Devido à intervenção de Flávia Júlia Constância, irmã de Constantino e esposa de Licínio, foram poupados, mas Licínio foi preso em Salonica, e Martiniano, na Capadócia. Parece, contudo, que pouco depois Constantino reconsiderou sua leniência, ordenando a execução de Martiniano na Capadócia, possivelmente na primavera de 325.

## Numismática
Poucas são as moedas autênticas de Martiniano conhecidas. Há falsificações das moedas cunhadas por eles e parece que algumas delas foram produzidas pelo mesmo falsificador que produzia certas moedas de Valério Valente. Suas moedas foram cunhadas na Nicomédia e em Cízico e a irregularidade dos obversos de sua cunhagem indica a pressa com que recebeu parte da cunhagem junto com seus colegas orientais.